# Sterculioideae
Sterculioideae Beilschm., 1833 è una sottofamiglia di piante della famiglia delle Malvacee introdotto dalla classificazione APG (e non contemplato dalla classificazione tradizionale).

## Tassonomia
La sottofamiglia comprende i seguenti generi:
- Acropogon Schltr.
- Brachychiton Schott & Endl.
- Cola Schott & Endl.
- Firmiana Marsili
- Franciscodendron B. Hyland & Steenis
- Heritiera Aiton
- Hildegardia Schott & Endl.
- Octolobus Welwitsch
- Pterocymbium R. Br.
- Pterygota Schott & Endl.
- Scaphium Schott & Endl.
- Sterculia L.